# Oenoptila mixtata
Oenoptila mixtata là một loài bướm đêm trong họ Geometridae.